# Hwang Boreum
Hwang Boreum (hangul: 황보름), é uma escritora sul-coreana, cujo romance de estreia, Bem-vindo à livraria Hyunam-Dong, tornou-se um sucesso instantâneo e foi traduzido para vários idiomas, inclusive português. A tradução japonesa do livro ganhou o Prêmio dos Livreiros do Japão em 2024. O romance vendeu mais de 300.000 cópias na Coreia do Sul.

## Vida e carreira
Hwang estudou ciência da computação e trabalhou como engenheira de software na LG Electronics por vários anos antes de decidir que o trabalho não era adequado para ela e pedir demissão. Ela começou a escrever aos 30 anos, e seus primeiros esforços foram inicialmente rejeitados pelos editores. Depois de escrever coletâneas de ensaios intituladas I Read Every Day, I Tried Kickboxing for the First Time e This Distance is Perfect, ela decidiu escrever um romance.
Ela escreveu Bem-vindo à livraria Hyunam-Dong em três meses e o publicou em uma plataforma literária chamada Brunch (브런치). Quando a plataforma organizou um concurso, ela apresentou seu romance e ganhou. A tradução inglesa do romance foi vendida para 25 países para tradução posterior. O livro é frequentemente classificado como um “romance de cura” ou “romance de bem-estar”.

## Trabalhos
- 매일 읽겠습니다 (Maeil ilgkesseumnida, 2017)
- 이 정도 거리가 딱 좋다 (I jeongdo georiga ddak johda, 2020)
- 난생처음 킥복싱 (Nansaengcheoeum kikboksing, 2020)
- 어서 오세요, 휴남동 서점입니다 (Eoseo oseyo, Hyunamdong seojeobimnida, 2022)
  - Bem-vindo à livraria Hyunam-dong. Traduzido por Jae Hyung Woo ISBN 978-65-5560-635-5
- 단순 생활자 (Dansun saenghwalja, 2023)